# Аэропорт (Томский район)
Аэропо́рт — посёлок в Томском районе Томской области. Входит в состав Мирненского сельского поселения. До 2005 года посёлок входил в состав Томска.

## Население
| 2008  | 2009  | 2010  | 2011  | 2012  | 2013  | 2014  |
| ----- | ----- | ----- | ----- | ----- | ----- | ----- |
| 1020  | ↗1023 | ↗1133 | ↗1135 | ↗1159 | ↗1170 | ↗1192 |
| 2015  | 2021  |       |       |       |       |       |
| ↘1191 | ↘968  |       |       |       |       |       |

## Аэропорт Богашёво
На территории посёлка расположены «воздушные ворота» Томска — аэропорт Богашёво, а также ранее находилась штаб-квартира авиакомпании «Томск Авиа», прекратившей свою деятельность в 2015 году.

## Социальная сфера
В посёлке есть детский сад. Ближайшая школа находится в селе Богашёво. Действует библиотека, работает аптека.

## Транспорт
С Томском Аэропорт соединяет Богашёвский тракт. С севера из посёлка идёт дорога, соединяющая его с трассой, ведущей из Томска через населённые пункты Мирненского сельского поселения в Межениновку. Из Томска в Аэропорт осуществляется регулярный маршрут № 119 (как автобусами, так и маршрутными такси), а также № 118 (Томск — Аэропорт — Межениновка).